# Resistência Nacional dos Estudantes de Timor-Leste

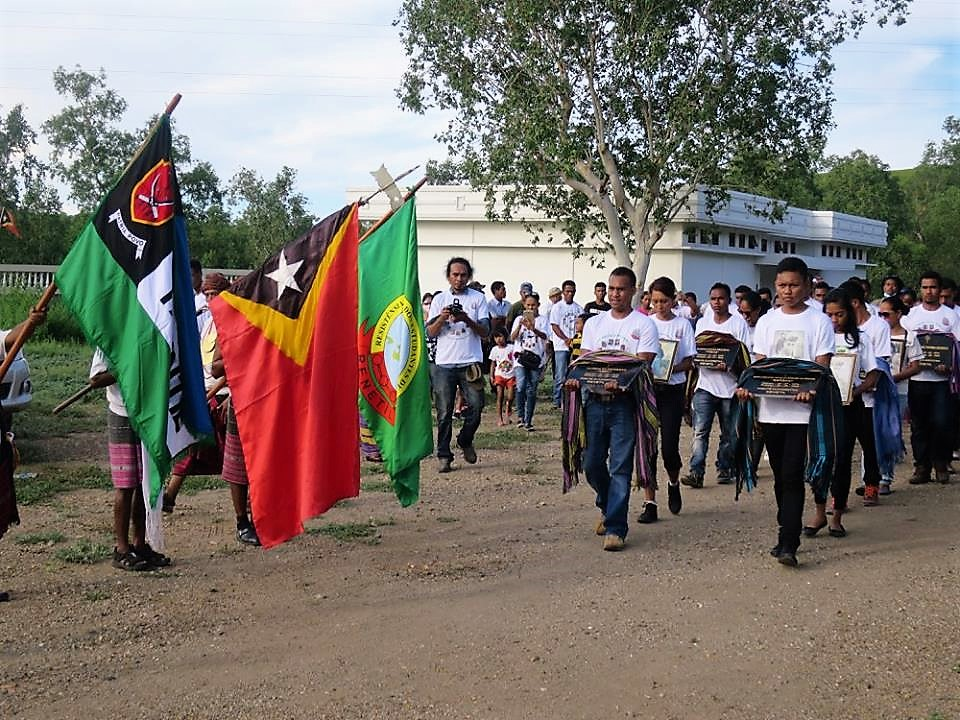
Homenagem aos Heróis e Mártires da RENETIL em 2017.

A Resistência Nacional dos Estudantes de Timor-Leste (RENETIL) foi um movimento dos estudantes crucial na luta do povo de Timor-Leste pela sua dignidade, autodeterminação e independência.
Teve um papel fundamental para o desenvolvimento geral da luta de libertação timorense, nomeadamente para dar força à estratégia nacionalista suprapartidária de Xanana Gusmão.
Entre os seus militantes estava Fernando Lasama de Araújo, estudante na Indonésia que foi presidente interino de Timor-Leste, Rui Maria de Araújo, responsável pela redação e edição do boletim informativo Neon Metin.